# Niqmepa' III
Niqmepa' III (... – XVII secolo a.C.) è stato un re amorreo di Ugarit.